# Pál Szmrecsányi

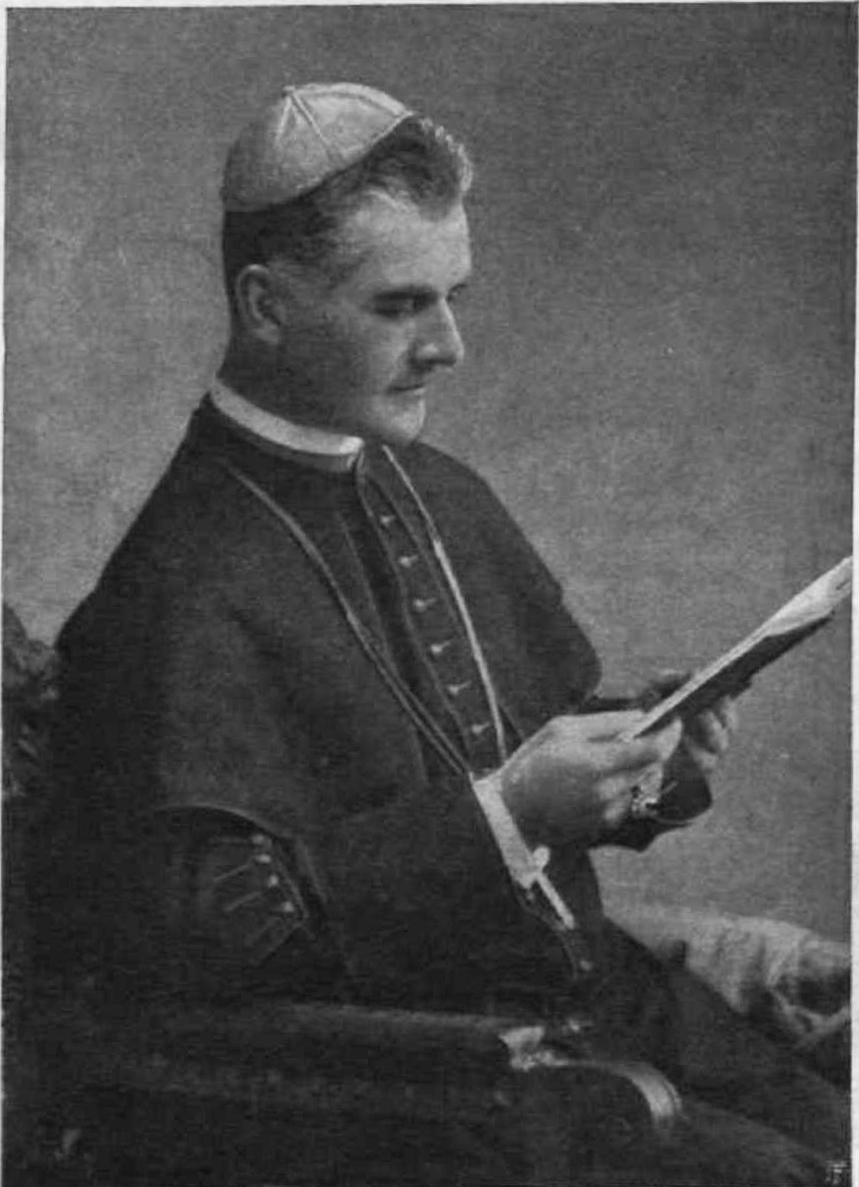
Pál Szmrecsányi, 1903

Wappen

Pál Szmrecsányi von Szmrecsány (auch Pavol Szmrecsányi, * 2. Mai 1846 in Darócz, Kaisertum Österreich; † 9. August 1908 in St. Moritz, Schweiz) war ein ungarischer Geistlicher.
Szmrecsányi wurde in eine alte adelige Familie mit fünfzehn Kindern geboren und war der Sohn von Jenő Szmrecsányi (1812–1887) und Mária, geborene Baronin Berzeviczy (1819–1888). Seine Brüder waren Miklós Szmrecsányi (1854–1936), ein Schriftsteller und Rechtsanwalt, und Lajos Szmrecsányi (1851–1943), Erzbischof von Eger.
Ab 1865 studierte er Theologie an der Königlichen Universität Pest.
Szmrecsányi wurde am 23. Juli 1869 zum Diakon und zwei Tage darauf zum Priester geweiht. Am 1. Dezember 1891 wurde er als Bischof von Szepes erwählt und am 17. Dezember 1891 von Papst Leo XIII. bestätigt. Jozef Samaša, Erzbischof von Eger, weihte ihn am 27. März 1892 zum Bischof. Mitkonsekratoren waren Imrich Bende, Bistum Besztercebánya, und Gabriel Szele, Weihbischof in Eger. Am 25. Juni 1903 ernannte Papst Leo XIII. ihn zum Bischof von Bistum Oradea Mare, welches damals zum Königreich Ungarn gehörte. Ab 1892 war er als Bischof Mitglied des Magnatenhauses im ungarischen Reichstag.